# GP3 Series 2014
La stagione 2014 della GP3 Series è stata la quinta della categoria, nata a supporto della GP2 Series. È iniziata il 10 maggio e si è conclusa il 23 novembre, dopo 18 gare, due in più della stagione precedente. Il titolo piloti è stato vinto da Alex Lynn, quello riservato alle scuderie dalla Carlin.

## La pre-stagione

### Calendario
Il calendario è stato reso noto il 5 dicembre 2013.
| Gara | Gara | Circuito                                  | Giri | Lunghezza                 | Data        | Ora   | Supporto                          |
| ---- | ---- | ----------------------------------------- | ---- | ------------------------- | ----------- | ----- | --------------------------------- |
| 1    | G1   | Circuito di Catalogna, Barcellona         | 17   | 17 x 4,655 km = 79,135 km | 10 maggio   | 17:20 | Gran Premio di Spagna 2014        |
| 1    | G2   | Circuito di Catalogna, Barcellona         | 17   | 17 x 4,655 km = 79,135 km | 11 maggio   | 09:25 | Gran Premio di Spagna 2014        |
| 2    | G1   | Red Bull Ring, Spielberg bei Knittelfeld  | 18   | 18 x 4,326 km = 77,868 km | 21 giugno   | 17:20 | Gran Premio d'Austria 2014        |
| 2    | G2   | Red Bull Ring, Spielberg bei Knittelfeld  | 18   | 18 x 4,326 km = 77,868 km | 22 giugno   | 09:25 | Gran Premio d'Austria 2014        |
| 3    | G1   | Circuito di Silverstone                   | 15   | 15 x 5,891 km = 88,365 km | 5 luglio    | 16:20 | Gran Premio di Gran Bretagna 2014 |
| 3    | G2   | Circuito di Silverstone                   | 15   | 15 x 5,891 km = 88,365 km | 6 luglio    | 08:10 | Gran Premio di Gran Bretagna 2014 |
| 4    | G1   | Hockenheimring                            | 18   | 18 x 4,574 km = 82,332 km | 19 luglio   | 17:20 | Gran Premio di Germania 2014      |
| 4    | G2   | Hockenheimring                            | 18   | 18 x 4,574 km = 82,332 km | 20 luglio   | 09:25 | Gran Premio di Germania 2014      |
| 5    | G1   | Hungaroring, Mogyoród                     | 17   | 17 x 4,381 km = 74,477 km | 26 luglio   | 17:20 | Gran Premio d'Ungheria 2014       |
| 5    | G2   | Hungaroring, Mogyoród                     | 17   | 17 x 4,381 km = 74,477 km | 27 luglio   | 09:25 | Gran Premio d'Ungheria 2014       |
| 6    | G1   | Circuito di Spa-Francorchamps             | 13   | 13 x 7,004 km = 91,052 km | 23 agosto   | 17:20 | Gran Premio del Belgio 2014       |
| 6    | G2   | Circuito di Spa-Francorchamps             | 13   | 13 x 7,004 km = 91,052 km | 24 agosto   | 09:25 | Gran Premio del Belgio 2014       |
| 7    | G1   | Autodromo Nazionale Monza                 | 17   | 17 x 5,793 km = 98,481 km | 6 settembre | 17:20 | Gran Premio d'Italia 2014         |
| 7    | G2   | Autodromo Nazionale Monza                 | 17   | 17 x 5,793 km = 98,481 km | 7 settembre | 09:25 | Gran Premio d'Italia 2014         |
| 8    | G1   | Sochi International Street Circuit, Adler | 15   | 15 x 5,848 km = 87,720 km | 11 ottobre  | 13:40 | Gran Premio di Russia 2014        |
| 8    | G2   | Sochi International Street Circuit, Adler | 15   | 15 x 5,848 km = 87,720 km | 12 ottobre  | 11:00 | Gran Premio di Russia 2014        |
| 9    | G1   | Circuito di Yas Marina, Isola Yas         | 14   | 14 x 5,554 km = 77,756 km | 22 novembre | 12:05 | Gran Premio di Abu Dhabi 2014     |
| 9    | G2   | Circuito di Yas Marina, Isola Yas         | 14   | 14 x 5,554 km = 77,756 km | 23 novembre | 13:00 | Gran Premio di Abu Dhabi 2014     |

## Piloti e scuderie

### Scuderie
La Bamboo Engineering abbandona la serie al termine della stagione 2013. Il suo posto avrebbe dovuto essere preso dal team vincitore della GP2 Series 2013 ovvero il Russian Time; quando la Motopark Academy interruppe la collaborazione col team, a causa del decesso del fondatore Igor Mazepa, il posto venne assegnato a un altro team di GP2, l'Hilmer Motorsport.
Dopo l'abbandono dell'attività in Formula 1 da parte di Mark Webber, la MW Arden cambia il suo nome in Arden International, e corre ora con licenza britannica e non più australiana.

### Piloti
Tra i piloti impiegati nella passata stagione Conor Daly, Facu Regalia e Tio Ellinas passano in GP2, mentre il campione della stagione 2013, il russo Daniil Kvjat, diventa pilota titolare alla Scuderia Toro Rosso in Formula 1. Jack Harvey va a competere nella Indy Lights, mentre Carlos Sainz Jr. in Formula Renault 3.5.
Jimmy Eriksson passa dalla Status alla Koiranen, mentre il suo ex compagno di squadra Adderly Fong trova un volante alla Jenzer. Alla Status giungono Nick Yelloly (dalla Carlin), Alfonso Celis Jr. e Richie Stanaway, che rientra nella categoria dopo un'esperienza nel 2011. Il campione della F3 tedesca 2013 Marvin Kirchhöfer va in ART, dove trova due piloti già impiegati in GP3 nel 2013: dalla Jenzer Motorsport lo svizzero Alex Fontana e dalla Marussia Manor Racing il britannico Dino Zamparelli.
Jann Mardenborough passa dalla F3 europea all'Arden, dove arriva anche Patric Niederhauser, ex pilota della Jenzer. Alla Koiranen trova un ingaggio la spagnola Carmen Jordá, in uscita dalla ritiratasi Bamboo Engineering. Al team finlandese giunge il pilota uruguaiano Santiago Urrutia, impegnato l'anno precedente nella European F3 Open. Dalla Koiranen alla Marussia passano sia Dean Stoneman che Patrick Kujala.
La Carlin fa esordire Emil Bernstorff (ex F3 tedesca), il vincitore del GP di Macao Alex Lynn e Luis Sá Silva, mentre la Hilmer prende Beitske Visser dalla F. Masters ADAC, Nelson Mason, terzo in European F.3 Open e Ivan Taranov dalla Formula Renault. La Jenzer ingaggia Mathéo Tuscher, proveniente dalla F. Renault 3.5., e ripropone dopo 4 stagioni Pål Varhaug.
La Trident fa correre Victor Carbone (ex Indy Lights), Roman de Beer, fermo da una stagione, e Denis Nagulin (ex F. Abarth e European F.3).
Nel fine settimana del Red Bull Ring, la Hilmer fa debuttare Nikolaj Marcenko e Riccardo Agostini al posto di Ivan Taranov e Beitske Visser, mentre Denis Nagulin della Trident non prende parte all'evento; a Silverstone esordiscono Sebastian Balthasar e Mitchell Gilbert rispettivamente in sostituzione di Marcenko e Nagulin; all'Hungaroring Christopher Höher debutta sulla vettura di Fong alla Jenzer mentre Carbone della Trident non partecipa al fine settimana; a Spa Kevin Ceccon prende il posto di Höher mentre la Trident schiera tre esordienti, Konstantin Tereščenko, John Bryant-Meisner e Luca Ghiotto; per Monza vengono confermati questi ultimi due e rientra Gilbert; a Soči la Trident schiera due vetture per Gilbert e Kujala, quest'ultimo proveniente dall'assente Manor al pari di Stoneman, che passa alla Koiranen al posto di Carmen Jordá, mentre Marcenko rientra alla Hilmer; ad Abu Dhabi la Hilmer iscrive due vetture mentre la Trident schiera Ryan Cullen, in precedenza alla Manor, e l'esordiente Kang Ling al fianco di Kujala.

### Tabella riassuntiva
| Team                  | Nº | Pilota                | Weekend di gare |
| --------------------- | -- | --------------------- | --------------- |
| ART Grand Prix        | 1  | Alex Fontana          | Tutti           |
| ART Grand Prix        | 2  | Marvin Kirchhöfer     | Tutti           |
| ART Grand Prix        | 3  | Dino Zamparelli       | Tutti           |
| Arden International   | 4  | Robert Vișoiu         | Tutti           |
| Arden International   | 5  | Patric Niederhauser   | Tutti           |
| Arden International   | 6  | Jann Mardenborough    | Tutti           |
| Koiranen GP           | 7  | Carmen Jordá          | 1-7             |
| Koiranen GP           | 7  | Dean Stoneman         | 8-9             |
| Koiranen GP           | 8  | Jimmy Eriksson        | Tutti           |
| Koiranen GP           | 9  | Santiago Urrutia      | Tutti           |
| Carlin                | 10 | Alex Lynn             | Tutti           |
| Carlin                | 11 | Emil Bernstorff       | Tutti           |
| Carlin                | 12 | Luís Sá Silva         | Tutti           |
| Marussia Manor Racing | 14 | Patrick Kujala        | 1-7             |
| Marussia Manor Racing | 15 | Ryan Cullen           | 1-7             |
| Marussia Manor Racing | 16 | Dean Stoneman         | 1-7             |
| Hilmer Motorsport     | 17 | Ivan Taranov          | 1               |
| Hilmer Motorsport     | 17 | Nikolaj Marcenko      | 2, 8            |
| Hilmer Motorsport     | 17 | Sebastian Balthasar   | 3-7             |
| Hilmer Motorsport     | 18 | Nelson Mason          | Tutti           |
| Hilmer Motorsport     | 19 | Beitske Visser        | 1               |
| Hilmer Motorsport     | 19 | Riccardo Agostini     | 2-9             |
| Jenzer Motorsport     | 20 | Pål Varhaug           | Tutti           |
| Jenzer Motorsport     | 21 | Mathéo Tuscher        | Tutti           |
| Jenzer Motorsport     | 22 | Adderly Fong          | 1-4             |
| Jenzer Motorsport     | 22 | Christopher Höher     | 5               |
| Jenzer Motorsport     | 22 | Kevin Ceccon          | 6-9             |
| Trident               | 23 | Victor Carbone        | 1-4             |
| Trident               | 23 | Konstantin Tereščenko | 6               |
| Trident               | 23 | Luca Ghiotto          | 7               |
| Trident               | 23 | Kang Ling             | 9               |
| Trident               | 24 | Roman de Beer         | 1-5             |
| Trident               | 24 | John Bryant-Meisner   | 6-7             |
| Trident               | 24 | Patrick Kujala        | 8               |
| Trident               | 24 | Ryan Cullen           | 9               |
| Trident               | 25 | Denis Nagulin         | 1               |
| Trident               | 25 | Mitchell Gilbert      | 3-5, 7-8        |
| Trident               | 25 | Luca Ghiotto          | 6               |
| Trident               | 25 | Patrick Kujala        | 9               |
| Status Grand Prix     | 26 | Nick Yelloly          | Tutti           |
| Status Grand Prix     | 27 | Richie Stanaway       | Tutti           |
| Status Grand Prix     | 28 | Alfonso Celis Jr.     | Tutti           |

## Circuiti e gare
Rispetto alla stagione 2013 la categoria non fa più tappa sul Circuito Ricardo Tormo di Valencia; al suo posto la serie corre, per la prima volta, sul Red Bull Ring, in occasione del Gran Premio d'Austria. Viene inserito in calendario anche un appuntamento sul tracciato russo di Soči, sede del Gran Premio di Russia.

## Risultati e classifiche

### Gare
In gara 2 la griglia di partenza si basa sui risultati di gara 1, con i primi 8 piloti posizionati in ordine inverso; al pilota in pole in gara 2 non vengono attribuiti punti aggiuntivi.
| Gara | Gara | Circuito      | Tempo     | Velocità     | Pole position     | Giro veloce         | Pilota vincitore    | Team vincitore        |
| ---- | ---- | ------------- | --------- | ------------ | ----------------- | ------------------- | ------------------- | --------------------- |
| 1    | G1   | Barcellona    | 26'36"158 | 167,699 km/h | Alex Lynn         | Alex Lynn           | Alex Lynn           | Carlin                |
| 1    | G2   | Barcellona    | 30'14"777 | 138,262 km/h |                   | Patric Niederhauser | Dean Stoneman       | Marussia Manor Racing |
| 2    | G1   | Red Bull Ring | 25'50"556 | 180,497 km/h | Alex Lynn         | Alex Lynn           | Alex Lynn           | Carlin                |
| 2    | G2   | Red Bull Ring | 23'24"023 | 188,243 km/h |                   | Emil Bernstorff     | Emil Bernstorff     | Carlin                |
| 3    | G1   | Silverstone   | 27'32"301 | 192,235 km/h | Jimmy Eriksson    | Alex Lynn           | Jimmy Eriksson      | Koiranen GP           |
| 3    | G2   | Silverstone   | 27'39"436 | 191,409 km/h |                   | Richie Stanaway     | Richie Stanaway     | Status Grand Prix     |
| 4    | G1   | Hockenheim    | 27'47"577 | 177,740 km/h | Marvin Kirchhöfer | Marvin Kirchhöfer   | Marvin Kirchhöfer   | ART Grand Prix        |
| 4    | G2   | Hockenheim    | 27'48"880 | 177,601 km/h |                   | Jann Mardenborough  | Jann Mardenborough  | Arden International   |
| 5    | G1   | Hungaroring   | 27'36"453 | 161,775 km/h | Richie Stanaway   | Jann Mardenborough  | Richie Stanaway     | Status Grand Prix     |
| 5    | G2   | Hungaroring   | 27'31"893 | 162,221 km/h |                   | Patric Niederhauser | Patric Niederhauser | Arden International   |
| 6    | G1   | Spa           | 28'58"508 | 173,784 km/h | Luca Ghiotto      | Dean Stoneman       | Dean Stoneman       | Marussia Manor Racing |
| 6    | G2   | Spa           | 28'25"130 | 191,974 km/h |                   | Alex Fontana        | Alex Lynn           | Carlin                |
| 7    | G1   | Monza         | 28'35"462 | 206,019 km/h | Jimmy Eriksson    | Dino Zamparelli     | Jimmy Eriksson      | Koiranen GP           |
| 7    | G2   | Monza         | 28'27"813 | 206,942 km/h |                   | Marvin Kirchhöfer   | Dean Stoneman       | Marussia Manor Racing |
| 8    | G1   | Soči          | 28'45"648 | 182,583 km/h | Dean Stoneman     | Dean Stoneman       | Dean Stoneman       | Koiranen GP           |
| 8    | G2   | Soči          | 54'22"342 | 96,579 km/h  |                   | Marvin Kirchhöfer   | Patric Niederhauser | Arden International   |
| 9    | G1   | Yas Marina    | 29'10"173 | 159,702 km/h | Marvin Kirchhöfer | Marvin Kirchhöfer   | Dean Stoneman       | Koiranen GP           |
| 9    | G2   | Yas Marina    | 28'29"039 | 163,546 km/h |                   | Dino Zamparelli     | Nick Yelloly        | Status Grand Prix     |

### Classifica piloti
| Pos. | Pilota                | SPA | SPA | AUT | AUT | GBR | GBR | GER | GER | HUN | HUN | BEL | BEL | ITA | ITA | RUS | RUS | ABU | ABU | Punti |
| ---- | --------------------- | --- | --- | --- | --- | --- | --- | --- | --- | --- | --- | --- | --- | --- | --- | --- | --- | --- | --- | ----- |
| 1    | Alex Lynn             | 1   | 18  | 1   | 20  | 2   | 6   | 2   | 3   | 4   | 4   | 8   | 1   | 6   | 2   | 7   | 5   | 5   | 2   | 207   |
| 2    | Dean Stoneman         | 7   | 1   | Rit | 10  | 10  | 18† | 5   | 4   | 9   | 8   | 1   | 9   | 5   | 1   | 1   | 2   | 1   | Rit | 163   |
| 3    | Marvin Kirchhöfer     | 5   | 5   | 5   | NP  | 3   | 4   | 1   | Rit | 11  | 9   | NP  | 17  | 3   | 3   | 2   | 3   | 2   | 11  | 161   |
| 4    | Jimmy Eriksson        | 2   | 6   | 3   | 2   | 1   | Rit | 7   | 15  | 10  | 16  | Rit | 19  | 1   | 8   | 4   | 16  | 10  | 5   | 134   |
| 5    | Emil Bernstorff       | Rit | 8   | 2   | 1   | 4   | 3   | 3   | Rit | 5   | 7   | 9   | 6   | 4   | 4   | Rit | 8   | 4   | 3   | 134   |
| 6    | Nick Yelloly          | 9   | 7   | 7   | 5   | 5   | 2   | 4   | 5   | 2   | 11  | 3   | 5   | 10  | 5   | 9   | 6   | 8   | 1   | 127   |
| 7    | Dino Zamparelli       | 6   | 3   | 15  | 8   | 8   | 7   | 6   | 2   | 8   | 2   | 2   | 7   | 2   | 9   | 18  | 13  | 3   | 4   | 126   |
| 8    | Richie Stanaway       | 3   | 4   | 4   | 3   | 7   | 1   | 13  | 7   | 1   | 6   | 7   | 2   | 9   | Rit | 12  | Rit | 12  | 7   | 125   |
| 9    | Jann Mardenborough    | 14  | 14  | 11  | Rit | 9   | 15  | 8   | 1   | 7   | 3   | 4   | 4   | 11  | Rit | 6   | 4   | 13  | Rit | 77    |
| 10   | Patric Niederhauser   | 10  | 9   | 10  | 6   | 13  | Rit | 12  | 6   | 6   | 1   | Rit | Rit | 13  | 19  | 8   | 1   | 7   | SQ  | 62    |
| 11   | Alex Fontana          | 11  | 19  | Rit | 17  | 15  | Rit | 11  | 13  | 14  | 13  | 6   | 3   | Rit | 10  | 3   | Rit | 6   | 15  | 43    |
| 12   | Mathéo Tuscher        | 8   | 2   | 6   | Rit | 14  | 8   | 18  | 11  | 22  | 15  | Rit | 16  | 8   | Rit | Rit | 11  | Rit | 10  | 29    |
| 13   | Robert Vișoiu         | 13  | 11  | Rit | 14  | 20  | 13  | 10  | 9   | 3   | 5   | Rit | 20  | 19  | 14  | Rit | 10  | 15  | 8   | 23    |
| 14   | Patrick Kujala        | 4   | Rit | 9   | 7   | 12  | Rit | 25† | 16  | 13  | 10  | Rit | 21  | 7   | Rit | 13  | 9   | Rit | 14  | 22    |
| 15   | Kevin Ceccon          |     |     |     |     |     |     |     |     |     |     | 11  | 11  | 12  | 6   | 5   | Rit | 9   | 6   | 20    |
| 16   | Riccardo Agostini     |     |     | Rit | 11  | 6   | 5   | 9   | 8   | 18  | 19  | 10  | 12  | 15  | 12  | 11  | Rit | 18  | 13  | 18    |
| 17   | Pål Varhaug           | 12  | Rit | 13  | 9   | 11  | Rit | 19  | Rit | 21  | 14  | 5   | 8   | Rit | 11  | 10  | Rit | 14  | 9   | 12    |
| 18   | Roman de Beer         | Rit | SQ  | 12  | 4   | 17  | 16  | 21  | 17  | 15  | 12  |     |     |     |     |     |     |     |     | 8     |
| 19   | Luís Sá Silva         | 16  | 10  | 8   | 22  | 18  | 9   | 17  | 10  | 17  | 18  | 16  | 23† | 14  | 7   | 17  | 15  | Rit | 17  | 6     |
| 20   | Luca Ghiotto          |     |     |     |     |     |     |     |     |     |     | 18  | 14  | 21  | 13  |     |     |     |     | 4     |
| 21   | Alfonso Celis Jr.     | 18  | Rit | Rit | 19  | 16  | 10  | Rit | 23† | 16  | 22  | 12  | 15  | 16  | Rit | 16  | 7   | 16  | Rit | 2     |
| 22   | Nelson Mason          | 17  | Rit | 14  | 16  | 25  | 12  | 16  | 14  | 19  | 20  | 15  | 10  | NP  | 18  | 15  | NP  | 17  | 18† | 0     |
| 23   | Santiago Urrutia      | 21  | 13  | 16  | 12  | Rit | 14  | 22  | 18  | 12  | Rit | 13  | 18  | Rit | 15  | 14  | 12  | 11  | 12  | 0     |
| 24   | Adderly Fong          | Rit | 12  | Rit | 15  | 21  | 11  | 15  | 12  |     |     |     |     |     |     |     |     |     |     | 0     |
| 25   | Ryan Cullen           | 15  | 16  | 17  | 13  | 19  | Rit | 20  | 19  | 24  | 21  | 14  | 13  | Rit | 16  |     |     | 19  | Rit | 0     |
| 26   | Mitchell Gilbert      |     |     |     |     | NP  | NP  | 14  | Rit | 20  | 24  |     |     | 18  | 20  | 20  | 14  |     |     | 0     |
| 27   | Beitske Visser        | 19  | 15  |     |     |     |     |     |     |     |     |     |     |     |     |     |     |     |     | 0     |
| 28   | Kang Ling             |     |     |     |     |     |     |     |     |     |     |     |     |     |     |     |     | 20  | 16  | 0     |
| 29   | Carmen Jordá          | Rit | Rit | 20  | 21  | 24  | 17  | Rit | 22  | 25  | 25  | 17  | Rit | 20  | 21  |     |     |     |     | 0     |
| 30   | John Bryant-Meisner   |     |     |     |     |     |     |     |     |     |     | 20† | 22  | 17  | 17  |     |     |     |     | 0     |
| 31   | Victor Carbone        | Rit | 17  | 18  | 18  | 23  | Rit | 23  | 20  |     |     |     |     |     |     |     |     |     |     | 0     |
| 32   | Sebastian Balthasar   |     |     |     |     | 22  | Rit | 24  | 21  | Rit | 17  | 19† | NP  | Rit | NP  |     |     |     |     | 0     |
| 33   | Nikolaj Marcenko      |     |     | 19  | NP  |     |     |     |     |     |     |     |     |     |     | 19  | Rit |     |     | 0     |
| 34   | Ivan Taranov          | 22† | 20  |     |     |     |     |     |     |     |     |     |     |     |     |     |     |     |     | 0     |
| 35   | Denis Nagulin         | 20  | Rit |     |     |     |     |     |     |     |     |     |     |     |     |     |     |     |     | 0     |
| 36   | Christopher Höher     |     |     |     |     |     |     |     |     | 23  | 23  |     |     |     |     |     |     |     |     | 0     |
|      | Konstantin Tereščenko |     |     |     |     |     |     |     |     |     |     | NP  | NP  |     |     |     |     |     |     | 0     |
| Pos. | Pilota                | SPA | SPA | AUT | AUT | GBR | GBR | GER | GER | HUN | HUN | BEL | BEL | ITA | ITA | RUS | RUS | ABU | ABU | Punti |

| Colore  | Risultato             |
| ------- | --------------------- |
| Oro     | Vincitore             |
| Argento | 2º posto              |
| Bronzo  | 3º posto              |
| Verde   | Finito a punti        |
| Blu     | Finito senza punti    |
| Viola   | Ritirato (Rit)        |
| Viola   | Non classificato (NC) |
| Rosso   | Non qualificato (NQ)  |
| Nero    | Squalificato (SQ)     |
| Bianco  | Non partito (NP)      |
| Bianco  | Non ha gareggiato     |
| Bianco  | Infortunato (INF)     |
| Bianco  | Escluso (ES)          |
| Bianco  | Gara cancellata (C)   |

### Classifica scuderie
| Pos. | Team                  | Nº vettura | SPA | SPA | AUT | AUT | GBR | GBR | GER | GER | HUN | HUN | BEL | BEL | ITA | ITA | RUS | RUS | ABU | ABU | Punti |
| ---- | --------------------- | ---------- | --- | --- | --- | --- | --- | --- | --- | --- | --- | --- | --- | --- | --- | --- | --- | --- | --- | --- | ----- |
| 1    | Carlin                | 10         | 1   | 18  | 1   | 20  | 2   | 6   | 2   | 3   | 4   | 4   | 8   | 1   | 6   | 2   | 7   | 5   | 5   | 2   | 347   |
| 1    | Carlin                | 11         | Rit | 8   | 2   | 1   | 4   | 3   | 3   | Rit | 5   | 7   | 9   | 6   | 4   | 4   | Rit | 8   | 4   | 3   | 347   |
| 1    | Carlin                | 12         | 16  | 10  | 8   | 22  | 18  | 9   | 17  | 10  | 17  | 18  | 16  | 23† | 14  | 7   | 17  | 15  | Rit | 17  | 347   |
| 2    | ART Grand Prix        | 1          | 11  | 19  | Rit | 17  | 15  | Rit | 11  | 13  | 14  | 13  | 6   | 3   | Rit | 10  | 3   | Rit | 6   | 15  | 330   |
| 2    | ART Grand Prix        | 2          | 5   | 5   | 5   | NP  | 3   | 4   | 1   | Rit | 11  | 9   | NP  | 17  | 3   | 3   | 2   | 3   | 2   | 11  | 330   |
| 2    | ART Grand Prix        | 3          | 6   | 3   | 15  | 8   | 8   | 7   | 6   | 2   | 8   | 2   | 2   | 7   | 2   | 9   | 18  | 13  | 3   | 4   | 330   |
| 3    | Status Grand Prix     | 26         | 9   | 7   | 7   | 5   | 5   | 2   | 4   | 5   | 2   | 11  | 3   | 5   | 10  | 5   | 9   | 6   | 8   | 1   | 254   |
| 3    | Status Grand Prix     | 27         | 3   | 4   | 4   | 3   | 7   | 1   | 13  | 7   | 1   | 6   | 7   | 2   | 9   | Rit | 12  | Rit | 12  | 7   | 254   |
| 3    | Status Grand Prix     | 28         | 18  | Rit | Rit | 19  | 16  | 10  | Rit | 23† | 16  | 22  | 12  | 15  | 16  | Rit | 16  | 7   | 16  | Rit | 254   |
| 4    | Koiranen GP           | 7          | Rit | Rit | 20  | 21  | 24  | 17  | Rit | 22  | 25  | 25  | 17  | Rit | 20  | 21  | 1   | 2   | 1   | Rit | 202   |
| 4    | Koiranen GP           | 8          | 2   | 6   | 3   | 2   | 1   | Rit | 7   | 15  | 10  | 16  | Rit | 19  | 1   | 8   | 4   | 16  | 10  | 5   | 202   |
| 4    | Koiranen GP           | 9          | 21  | 13  | 16  | 12  | Rit | 14  | 22  | 18  | 12  | Rit | 13  | 18  | Rit | 15  | 14  | 12  | 11  | 12  | 202   |
| 5    | Arden International   | 4          | 13  | 11  | Rit | 14  | 20  | 13  | 10  | 9   | 3   | 5   | Rit | 20  | 19  | 14  | Rit | 10  | 15  | 8   | 162   |
| 5    | Arden International   | 5          | 10  | 9   | 10  | 6   | 13  | Rit | 12  | 6   | 6   | 1   | Rit | Rit | 13  | 19  | 8   | 1   | 7   | SQ  | 162   |
| 5    | Arden International   | 6          | 14  | 14  | 11  | Rit | 9   | 15  | 8   | 1   | 7   | 3   | 4   | 4   | 11  | Rit | 6   | 4   | 13  | Rit | 162   |
| 6    | Marussia Manor Racing | 14         | 4   | Rit | 9   | 7   | 12  | Rit | 25† | 16  | 13  | 10  | Rit | 21  | 7   | Rit |     |     |     |     | 117   |
| 6    | Marussia Manor Racing | 15         | 15  | 16  | 17  | 13  | 19  | Rit | 20  | 19  | 24  | 21  | 14  | 13  | Rit | 16  |     |     |     |     | 117   |
| 6    | Marussia Manor Racing | 16         | 7   | 1   | Rit | 10  | 10  | 18† | 5   | 4   | 9   | 8   | 1   | 9   | 5   | 1   |     |     |     |     | 117   |
| 7    | Jenzer Motorsport     | 20         | 12  | Rit | 13  | 9   | 11  | Rit | 19  | Rit | 21  | 14  | 5   | 8   | Rit | 11  | 10  | Rit | 14  | 9   | 61    |
| 7    | Jenzer Motorsport     | 21         | 8   | 2   | 6   | Rit | 14  | 8   | 18  | 11  | 22  | 15  | Rit | 16  | 8   | Rit | Rit | 11  | Rit | 10  | 61    |
| 7    | Jenzer Motorsport     | 22         | Rit | 12  | Rit | 15  | 21  | 11  | 15  | 12  | 23  | 23  | 11  | 11  | 12  | 6   | 5   | Rit | 9   | 6   | 61    |
| 8    | Hilmer Motorsport     | 17         | 22† | 20  | 19  | NP  | 22  | Rit | 24  | 21  | Rit | 17  | 19† | NP  | Rit | NP  | 19  | Rit |     |     | 18    |
| 8    | Hilmer Motorsport     | 18         | 17  | Rit | 14  | 16  | 25  | 12  | 16  | 14  | 19  | 20  | 15  | 10  | NP  | 18  | 15  | NP  | 17  | 18† | 18    |
| 8    | Hilmer Motorsport     | 19         | 19  | 15  | Rit | 11  | 6   | 5   | 9   | 8   | 18  | 19  | 10  | 12  | 15  | 12  | 11  | Rit | 18  | 13  | 18    |
| 9    | Trident               | 23         | Rit | 17  | 18  | 18  | 23  | Rit | 23  | 20  |     |     | NP  | NP  | 21  | 13  |     |     | 20  | 16  | 12    |
| 9    | Trident               | 24         | Rit | SQ  | 12  | 4   | 17  | 16  | 21  | 17  | 15  | 12  | 20† | 22  | 17  | 17  | 13  | 9   | 19  | Rit | 12    |
| 9    | Trident               | 25         | 20  | Rit |     |     | NP  | NP  | 14  | Rit | 20  | 24  | 18  | 14  | 18  | 20  | 20  | 14  | Rit | 14  | 12    |
| Pos. | Team                  | Nº vettura | SPA | SPA | AUT | AUT | GBR | GBR | GER | GER | HUN | HUN | BEL | BEL | ITA | ITA | RUS | RUS | ABU | ABU | Punti |

| Colore  | Risultato             |
| ------- | --------------------- |
| Oro     | Vincitore             |
| Argento | 2º posto              |
| Bronzo  | 3º posto              |
| Verde   | Finito a punti        |
| Blu     | Finito senza punti    |
| Viola   | Ritirato (Rit)        |
| Viola   | Non classificato (NC) |
| Rosso   | Non qualificato (NQ)  |
| Nero    | Squalificato (SQ)     |
| Bianco  | Non partito (NP)      |
| Bianco  | Non ha gareggiato     |
| Bianco  | Infortunato (INF)     |
| Bianco  | Escluso (ES)          |
| Bianco  | Gara cancellata (C)   |